# رادنی پاوولا
رادنی پاوولا (انگلیسی: Rodney Paavola; ۲۱ اوت ۱۹۳۹ – ۳ دسامبر ۱۹۹۵) بازیکن هاکی روی یخ اهل ایالات متحده آمریکا بود.